# Джон Бромвіч
Джон Бромвіч (англ. John Bromwich; 14 листопада 1918 — 21 жовтня 1999) — колишній австралійський тенісист.
Найвищу одиночну позицію світового рейтингу — 3 місце досяг 1938 року (за даними А. Волліса Маєрса).
Здобув 54 одиночні титули.
Перемагав на турнірах Великого шолома в одиночному, парному та змішаному парному розрядах.
Завершив кар'єру 1954 року.

## Фінали турнірів Великого шолома

### Одиночний розряд (2–6)
| Результат | Рік  | Турнір               | Покриття | Суперник       | Рахунок                 |
| --------- | ---- | -------------------- | -------- | -------------- | ----------------------- |
| Поразка   | 1937 | Чемпіонат Австралії  | Трава    | Вівіан Макграт | 3–6, 6–1, 0–6, 6–2, 1–6 |
| Поразка   | 1938 | Чемпіонат Австралії  | Трава    | Дон Бадж       | 4–6, 2–6, 1–6           |
| Перемога  | 1939 | Чемпіонат Австралії  | Трава    | Адріан Квіст   | 6–4, 6–1, 6–3           |
| Перемога  | 1946 | Чемпіонат Австралії  | Трава    | Дінні Пейлс    | 5–7, 6–3, 7–5, 3–6, 6–2 |
| Поразка   | 1947 | Чемпіонат Австралії  | Трава    | Дінні Пейлс    | 6–4, 4–6, 6–3, 5–7, 6–8 |
| Поразка   | 1948 | Чемпіонат Австралії  | Трава    | Адріан Квіст   | 4–6, 6–3, 3–6, 6–2, 3–6 |
| Поразка   | 1948 | Вімблдонський турнір | Трава    | Боб Фалкенбурґ | 5–7, 6–0, 2–6, 6–3, 5–7 |
| Поразка   | 1949 | Чемпіонат Австралії  | Трава    | Френк Седжмен  | 3–6, 2–6, 2–6           |

### Парний розряд: (13–3)
| Результат | Рік  | Турнір               | Покриття | Партнер       | Суперники                                 | Рахунок                  |
| --------- | ---- | -------------------- | -------- | ------------- | ----------------------------------------- | ------------------------ |
| Поразка   | 1937 | Чемпіонат Австралії  | Трава    | Джек Гарпер   | Адріан Квіст Дон Тернбулл (тенісист)      | 2–6, 7–9, 6–1, 8–6, 4–6  |
| Перемога  | 1938 | Чемпіонат Австралії  | Трава    | Адріан Квіст  | Готтфрід фон Крамм Геннер Генкель         | 7–5, 6–4, 6–0            |
| Поразка   | 1938 | Чемпіонат США        | Трава    | Адріан Квіст  | Дон Бадж Джин Мако                        | 3–6, 2–6, 1–6            |
| Перемога  | 1939 | Чемпіонат Австралії  | Трава    | Адріан Квіст  | Колін Лонг Дон Тернбулл (тенісист)        | 6–4, 7–5, 6–2            |
| Перемога  | 1939 | Чемпіонат США        | Трава    | Адріан Квіст  | Джек Кроуфорд (тенісист) Геррі Гопмен     | 8–6, 6–1, 6–4            |
| Перемога  | 1940 | Чемпіонат Австралії  | Трава    | Адріан Квіст  | Джек Кроуфорд (тенісист) Вівіан Макграт   | 6–3, 7–5, 6–1            |
| Перемога  | 1946 | Чемпіонат Австралії  | Трава    | Адріан Квіст  | Макс Ньюком Ленард Шварц                  | 6–3, 6–1, 9–7            |
| Перемога  | 1947 | Чемпіонат Австралії  | Трава    | Адріан Квіст  | Френк Седжмен Джордж Вортінгтон           | 6–1, 6–3, 6–1            |
| Перемога  | 1948 | Чемпіонат Австралії  | Трава    | Адріан Квіст  | Френк Седжмен Колін Лонг                  | 1–6, 6–8, 9–7, 6–3, 8–6  |
| Перемога  | 1948 | Вімблдонський турнір | Трава    | Френк Седжмен | Том Браун (тенісист) Гарднар Маллой       | 5–7, 7–5, 7–5, 9–7       |
| Перемога  | 1949 | Чемпіонат Австралії  | Трава    | Адріан Квіст  | Джеффрі Браун Білл Сідвелл                | 1–6, 7–5, 6–2, 6–3       |
| Перемога  | 1949 | Чемпіонат США        | Трава    | Білл Сідвелл  | Френк Седжмен Джордж Вортінгтон           | 6–4, 6–0, 6–1            |
| Перемога  | 1950 | Чемпіонат Австралії  | Трава    | Адріан Квіст  | Ярослав Дробний (тенісист) Ерік Стерджесс | 6–3, 5–7, 4–6, 6–3, 8–6  |
| Перемога  | 1950 | Вімблдонський турнір | Трава    | Адріан Квіст  | Джефф Браун Білл Сідвелл                  | 7–5, 3–6, 6–3, 3–6, 6–2  |
| Перемога  | 1950 | Чемпіонат США        | Трава    | Френк Седжмен | Гарднар Маллой Білл Талберт               | 7–5, 8–6, 3–6, 6–1       |
| Поразка   | 1951 | Чемпіонат Австралії  | Трава    | Адріан Квіст  | Френк Седжмен Кен Мак-Грегор              | 9–11, 6–2, 3–6, 6–4, 3–6 |

### Мікст: 11 (4–7)
| Результат | Рік  | Турнір               | Покриття | Партнер                      | Суперники                          | Рахунок         |
| --------- | ---- | -------------------- | -------- | ---------------------------- | ---------------------------------- | --------------- |
| Перемога  | 1938 | Чемпіонат Австралії  | Трава    | Марґарет Вілсон (тенісистка) | Ненсі Вінн-Болтон Колін Лонг       | 6–3, 6–2        |
| Поразка   | 1938 | Чемпіонат США        | Трава    | Телма Койн-Лонґ              | Еліс Марбл Дон Бадж                | 1–6, 2–6        |
| Поразка   | 1939 | Чемпіонат Австралії  | Трава    | Марґарет Вілсон (тенісистка) | Нелл Голл-Гопман Геррі Гопмен      | 8–6, 2–6, 3–6   |
| Поразка   | 1946 | Чемпіонат Австралії  | Трава    | Джойс Фітч                   | Ненсі Вінн-Болтон Колін Лонг       | 0–6, 4–6        |
| Поразка   | 1947 | Чемпіонат Австралії  | Трава    | Джойс Фітч                   | Ненсі Вінн-Болтон Колін Лонг       | 3–6, 3–6        |
| Перемога  | 1947 | Вімблдонський турнір | Трава    | Луїз Браф                    | Ненсі Вінн-Болтон Колін Лонг       | 1–6, 6–4, 6–2   |
| Перемога  | 1947 | Чемпіонат США        | Трава    | Луїз Браф                    | Гассі Моран Панчо Сегура           | 6–3, 6–1        |
| Перемога  | 1948 | Вімблдонський турнір | Трава    | Луїз Браф                    | Доріс Гарт Френк Седжмен           | 6–2, 3–6, 6–3   |
| Поразка   | 1949 | Чемпіонат Австралії  | Трава    | Джойс Фітч                   | Доріс Гарт Френк Седжмен           | 1–6, 7–5, 10–12 |
| Поразка   | 1949 | Вімблдонський турнір | Трава    | Луїз Браф                    | Шейла Пірсі-Саммерс Ерік Стерджесс | 7–9, 11–9, 5–7  |
| Поразка   | 1954 | Чемпіонат Австралії  | Трава    | Берил Пенроуз                | Телма Койн-Лонґ Рекс Гартвіг       | 6–4, 1–6, 2–6   |